# Sukhoi Su-27
Il Sukhoi Su-27 (in russo Сухой Су-27?, Suchoj Su-27; nome in codice NATO Flanker) è un caccia intercettore supersonico di 4ª generazione, di fabbricazione sovietica prima e russa poi, sviluppato dall'ufficio tecnico Sukhoi a cavallo tra gli anni '70 ed '80 ed entrato in servizio presso le forze aeree sovietiche nel 1984.
Progettato per intercettare ed ingaggiare velivoli avversari anche in combattimento manovrato, questo velivolo è il capostipite di una nutrita famiglia di caccia multiruolo e cacciabombardieri pesanti che hanno riscosso un ottimo successo commerciale nelle regioni asiatica, africana e sudamericana e viene tuttora (2023) impiegato dalle Forze aerospaziali russe (VKS) in missioni di pattugliamento dello spazio aereo della Federazione.
Da considerarsi quale risposta sovietica allo statunitense F-15 Eagle, il Su-27 ha ricevuto il battesimo del fuoco nel corso della Prima Guerra Cecena.
Costantemente aggiornato nel corso della sua vita operativa, ha ricevuto numerose migliorie ed aggiornamenti che sono culminati nella versione Su-27SM3, entrata in servizio nelle VKS nel 2011, equipaggiata con radar AESA e propulsori del Su-35S, velivolo di generazione 4++ basato sul Su-27 stesso.
L'eccellente profilo aerodinamico del Su-27 ha ispirato numerosi progetti del bureau Sukhoi quali il caccia multiruolo Su-30 o il cacciabombardiere pesante Su-34.

## Storia
La storia dell'Su-27 risale al 1969, quando l'ufficio tecnico affidato a Pavel Osipovič Suchoj ricevette l'incarico di progettare e costruire un caccia per superiorità aerea da contrapporre al McDonnell Douglas F-15 Eagle statunitense, la cui concezione iniziava nello stesso periodo. La richiesta derivava dal fatto che i sovietici avevano saputo che gli USA intendevano procedere nella costruzione di un caccia sperimentale, il McDonnell Douglas F-15 appunto. In risposta a questa nuova minaccia il governo di Mosca lanciò quindi il programma PFI, acronimo di perspektivnyi frontovoy istrebitel, caccia frontale avanzato, ovvero un aereo che eguagliasse le prestazioni dell'F-15. Ma quando fu chiaro che una macchina siffatta sarebbe riuscita troppo costosa se prodotta nel numero necessario di esemplari, la specifica venne divisa in due: una LPFI, lyogkyi PFI, PFI leggero, ed una TPFI, tyazholyi PFI o PFI pesante. Esattamente ciò che avvenne negli Stati Uniti, dove accanto all'F-15 nacque l'F-16.  Dall'LPFI si generò il MiG-29, mentre le necessità del governo al riguardo della TPFI erano chiare:
- velocità massima: 2 500 km/h in quota e 1 500 km/h al livello del mare
- tangenza pratica: 18 500 m
- raggio d'azione: 2 500 km
- abilità nel distruggere aerei che volino a 2 400 km/h o 1 400 km/h a livello del mare da un'altezza tra i 30 m ed i 18 km.

In quell'anno il bureau di Sukhoj lavorava ad un prototipo per la ricerca sull'alta velocità ed il fly-by-wire. La denominazione di questo velivolo, caratterizzato da una grande ala a delta, da quattro motori ventrali Ljul'ka, alette canard ed un muso abbattibile tipo quello del Concorde, era T-4 (i prototipi in casa Sukhoj erano chiamati T se avevano un'ala a delta, da треугольный triangolare, oppure S se possedevano un'ala a freccia, стрела freccia).
Il T-4 assomigliava all'XB-70 Valkyrie, anche se le sue dimensioni erano più ridotte. Il quadrireattore volò nell'agosto del 1972, raggiungendo nel corso delle prove Mach 3,3. Il T-4 diede modo all'ufficio tecnico di sperimentare a fondo il fly-by-wire, fornendo un grande vantaggio rispetto ai concorrenti dell'ufficio tecnico Mikoyan Gurevich, che dovette far volare i primi prototipi del suo MiG-29 con una trasmissione meccanica.

## Sviluppo
Le linee generali del caccia, come le gondole motore sotto la linea di fusoliera, vennero studiate nel centro ricerche di Žukovskij, tanto per il modello di Sukhoj che per quello di Mikojan e Gurevič, ecco perché i due apparecchi si assomigliano vagamente. Il 20 maggio del 1977 il capo collaudatore, Vladimir Il'jušin, portava in volo il T-10/1 (primo prototipo), che nelle linee generali assomigliava all'Su-27 definitivo. Le differenze erano però notevoli: innanzi tutto le derive erano poste verticalmente al centro delle gondole dei motori, il ruotino anteriore si chiudeva all'indietro, i freni aerodinamici formavano i portelli del carrello principale, mancavano le pinne ventrali, le ali avevano le estremità arrotondate e prive di ipersostentatori del bordo d'attacco ed infine mancava il cono di coda tra gli scarichi, caratteristica ben visibile dell'Su-27. Il T-10/1 venne avvistato da un satellite spia statunitense sul centro sperimentale di Žukovskij vicino alla cittadina di Ramenskoe (55° 33' N, 38° 10' E), prendendo il temporaneo nome in codice Ram-K, poi sostituito da Flanker A.
Il primo volo è stato effettuato il 20 maggio 1977 (prototipo T-10/1), mentre il nuovo T-10S (completamente ridisegnato) ha volato il 20 aprile 1981. La produzione di serie ha avuto inizio nel 1982 mentre l'entrata in servizio è avvenuta nel 1984.
Le prove effettuate con il T-10/1 misero in evidenza una certa instabilità che si accentuava in volo transonico. Sukhoj morì nel 1975 ed il lavoro di sviluppo del caccia, come pure la direzione dell'ufficio tecnico, passò nelle mani di Mihail Petrovič Simonov e del capo progettista Konstantin Marbašev. Il bureau modificò il prototipo fino a trasformarlo nell'Su-27 (T-10/7 o T-10/S1). Furono allontanate le gondole dei motori dall'asse centrale, fu allungata la fusoliera con il grande cono poppiero, le derive furono spostate all'esterno, furono applicate due grandi pinne sotto le derive, ed i due aerofreni lasciarono il posto ad una grande placca mobile sul dorso.
Il nuovo prototipo volò il 20 aprile del 1981, mentre la versione di serie nacque dal prototipo T-10/S2 (o T-10/12) Anche il sistema di fly-by-wire diede degli inconvenienti. Il sistema, inizialmente a tre vie, montato sul T-10/2, fallì durante le prove, provocando la morte del pilota collaudatore Evgenij Solovëv.
Fu studiato anche un sistema canard, sul T-10/14, il quale doveva migliorare le prestazioni al decollo, ma i vantaggi non furono tali da giustificarne l'adozione sul modello di serie. Sempre lo stesso prototipo venne dotato di ugelli vettoriabili, in analogia a quanto fatto per il cugino statunitense, lo F-15 SMTD (STOL Maneuver Technology Demonstrator) di Edwards.
Le doti di atterraggio e decollo, nonché la robustezza strutturale e del carrello, convinsero la marina sovietica ad intraprendere i collaudi anche a bordo della portaerei "ammiraglio Kuznetsov" (ex Tblisi) di un Su-27 navalizzato, l'Su-27K, poi Su-33 Flanker D.
Le differenze visibili del fratello imbarcato sono il ruotino anteriore rinforzato e con due ruote affiancate, il sensore infrarosso spostato sulla destra per aumentare la visibilità del pilota durante l'avvicinamento alla portaerei, le alette canard aggiunte agli elevatori in coda, le ali ripiegabili che però diminuiscono la capacità dei serbatoi interni, ed una sonda per il rifornimento in volo.

## Caratteristiche
Caratteristica peculiare è la capacità di eseguire una brusca "frenata aerodinamica"; la manovra è detta cobra di Pugačëv (Кобра Пугачева): durante tale evoluzione l'Su-27 raggiunge l'eccezionale angolo d'attacco di 120° decelerando da 400 km/h a circa 250 km/h in pochi secondi, aggiudicandosi così un importante vantaggio nel combattimento manovrato a bassa velocità.
Considerato da tanti uno dei migliori caccia in servizio, ha una struttura costruita in lega di alluminio e litio.
Finora solo un numero limitato di Su-27 è stato esportato. Il MiG-29 (dal quale il Sukhoi Su-27 non deriva nonostante la somiglianza estetica) è invece usato da varie forze aeree in tutto il mondo (fino a 600 MiG-29 sono stati esportati fuori dai paesi dell'ex-Unione Sovietica).

Si tratta di un aereo da caccia davvero formidabile, con un'autonomia molto ampia anche senza rifornimento in volo, dotato di un'avionica sempre più sofisticata ed un equipaggiamento per l'intercettazione e il puntamento degli aerei avversari. È in grado di trasportare fino a 10 missili aria-aria. Il sistema di controllo fly-by-wire e i computer di bordo dotano il modello di un'ottima manovrabilità.

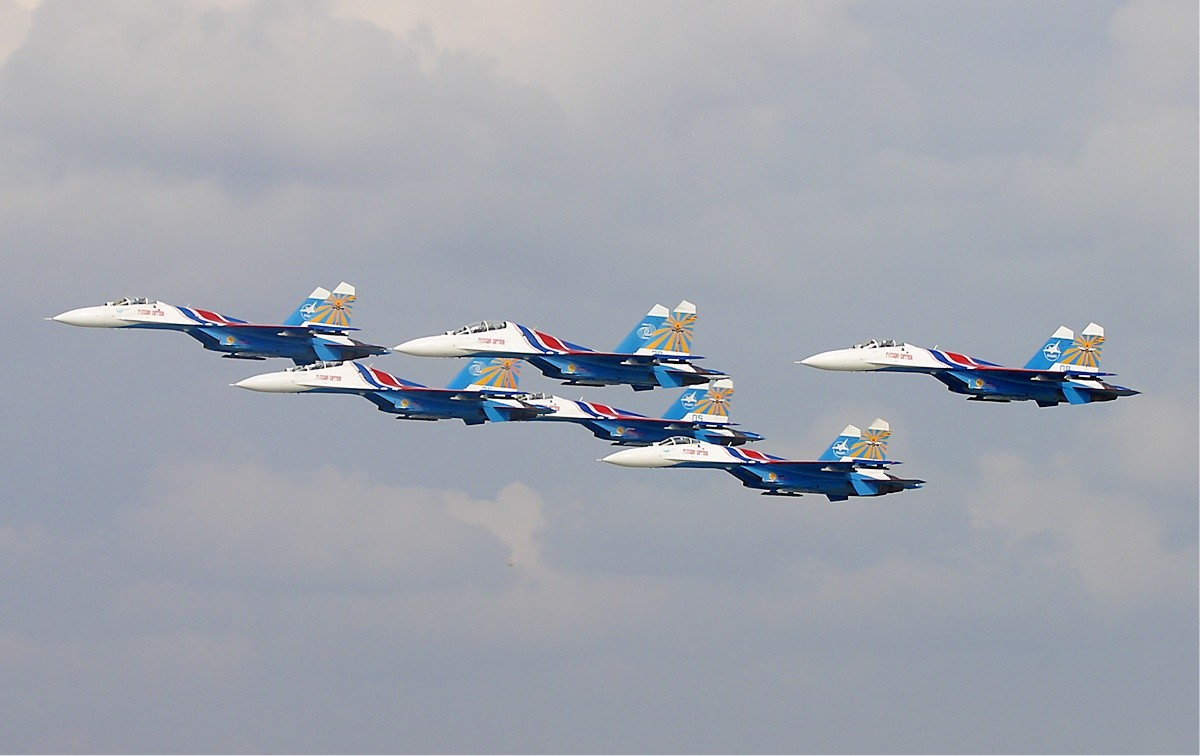
Sei Su-27 del gruppo "Cavalieri della Russia" fotografati nel 2003 a Mosca

## Impiego operativo

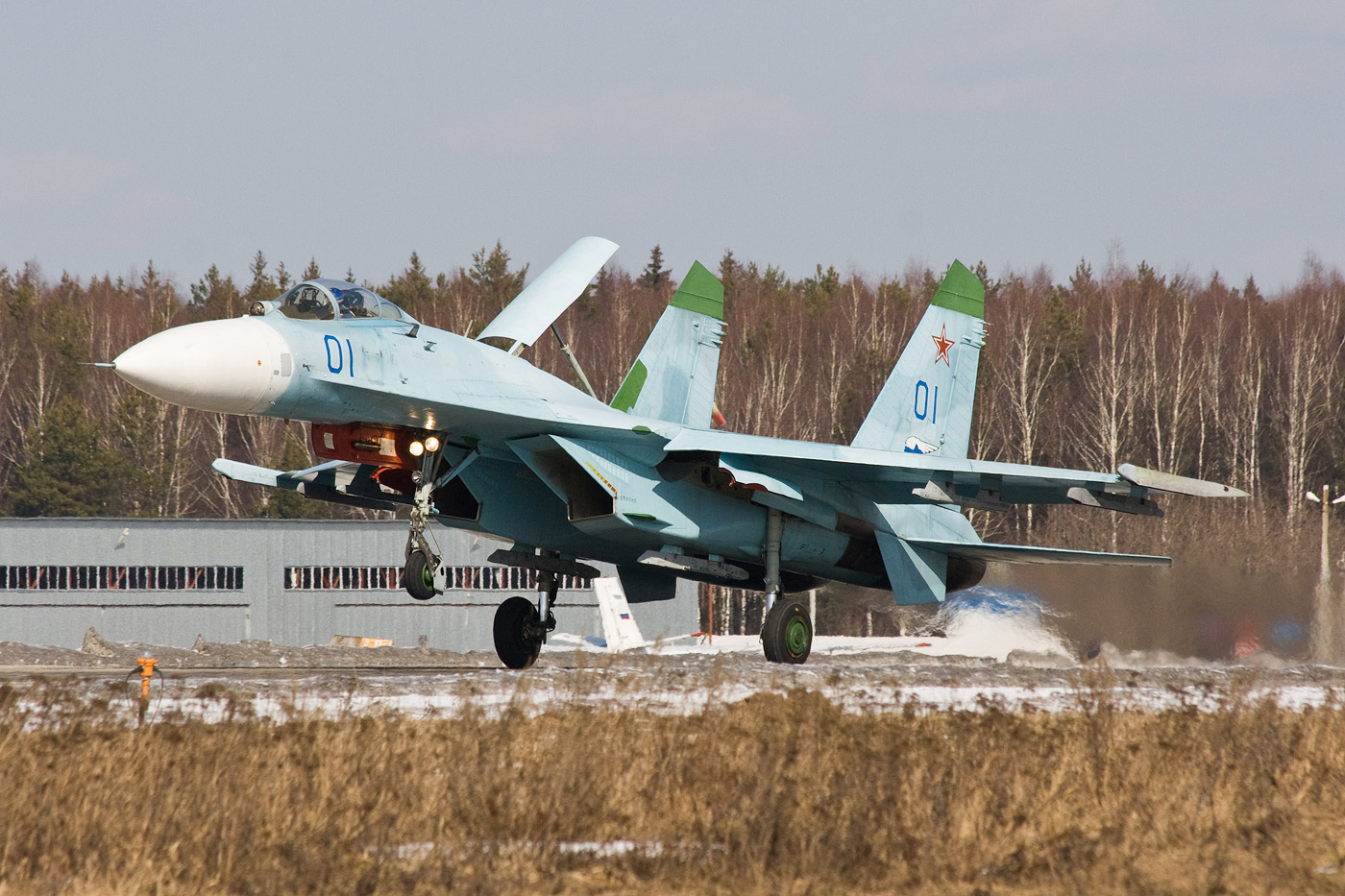
Un Su-27 in atterraggio.

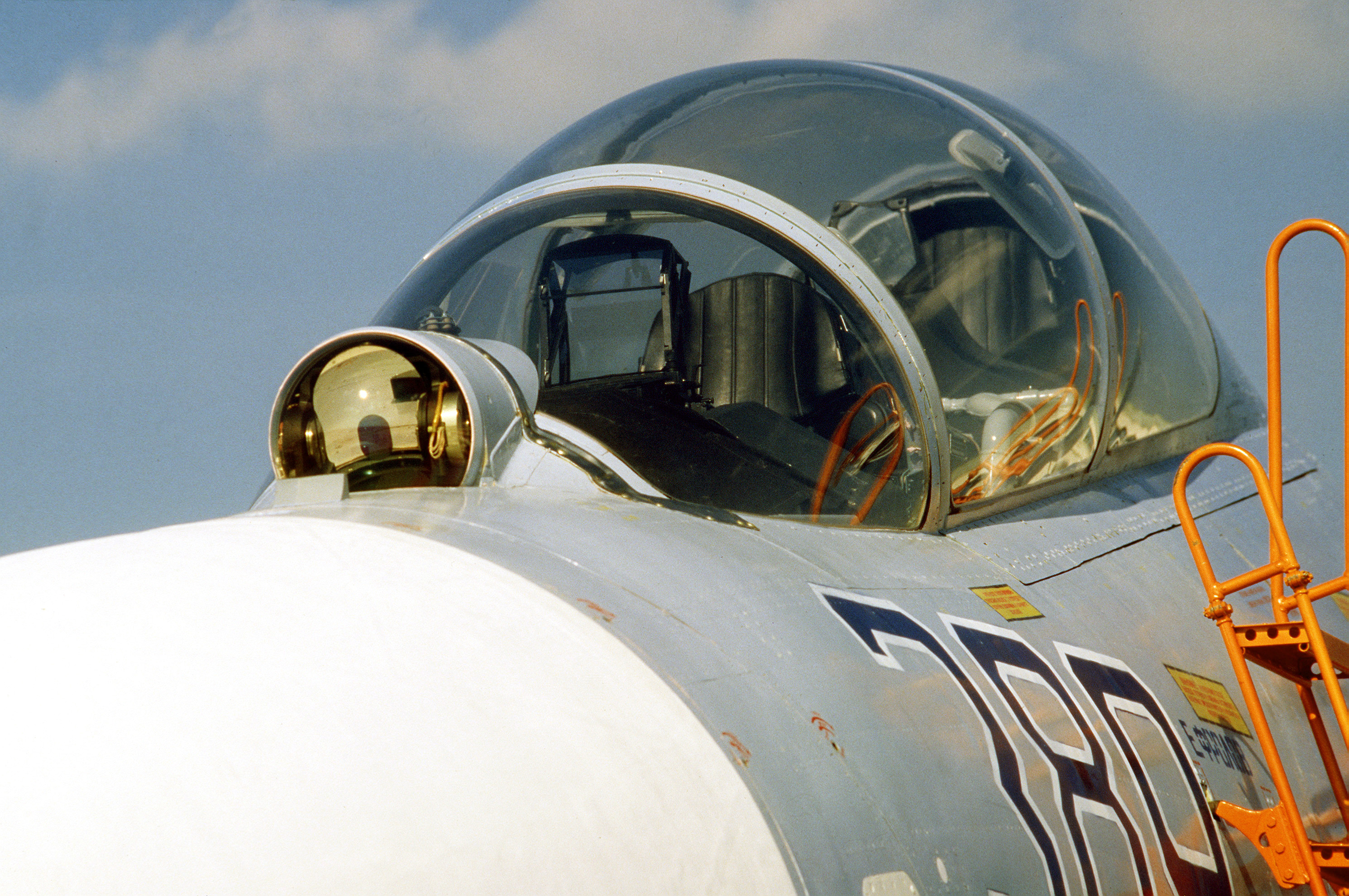
Uno scatto ravvicinato del cupolino e del bulbo dello IRST (infra-red search and track) di un Su-27UB al 38º salone internazionale di Le Bourget.

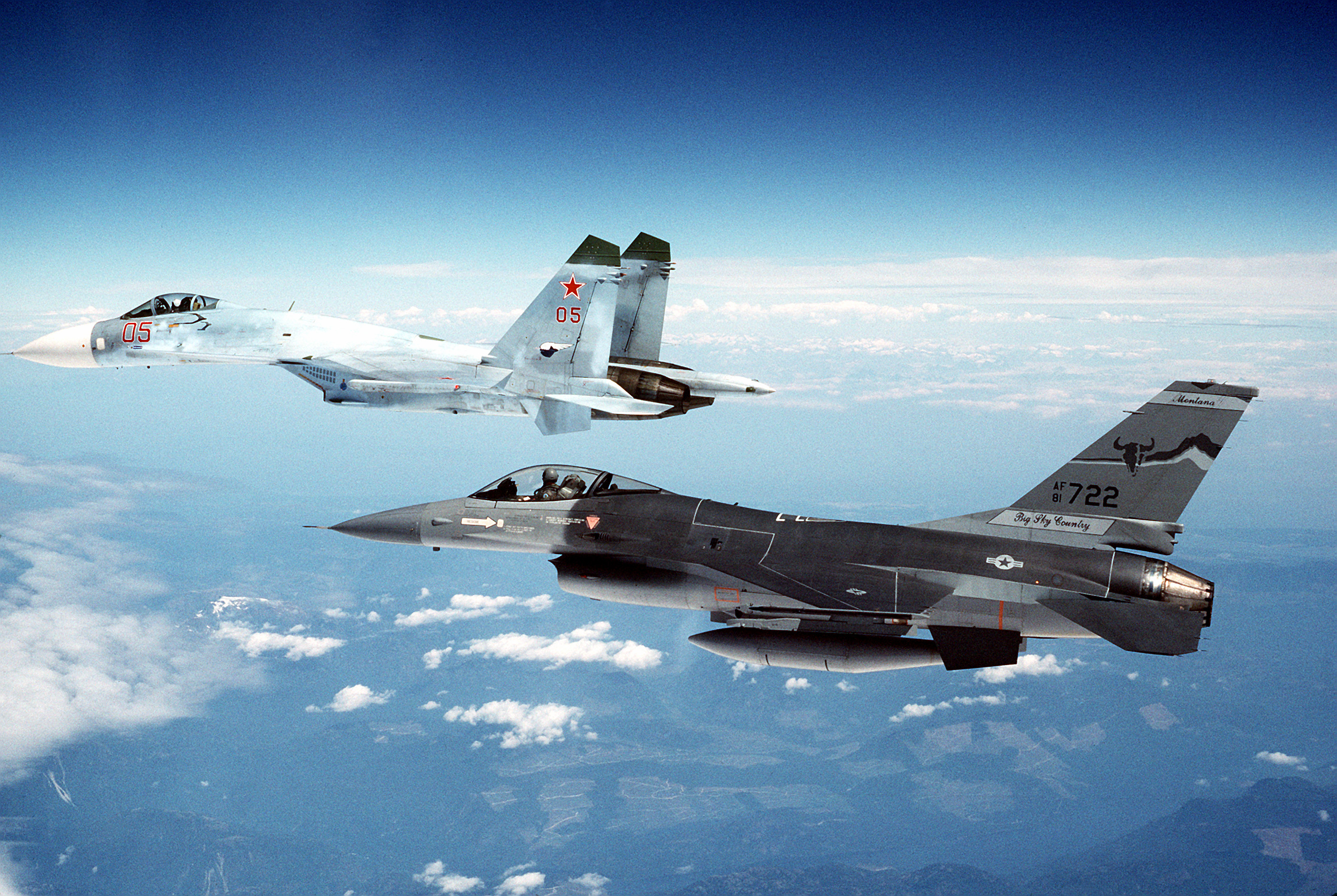
Un F-16A del 186th Fighter Interceptor Squadron, Montana Air National Guard, scorta un Su-27 verso il confine Canadese dopo una manifestazione aeronautica nell'agosto del 1990.

Le prime consegne ai reparti operativi dell'Su-27 sono andate ai reparti dell'aviazione di stanza sul mar Baltico, dove furono incontrati mentre erano in servizio di scorta ai Mainstay basati sulla penisola di Kola. Famoso lo "scontro" nel settembre del 1987 con un P-3B dell'aviazione norvegese, quando un pilota sovietico dal carattere esuberante finì col portar via 10 cm di pala al pattugliatore.
Con l'ingresso in servizio del Su-24 per le missioni d'attacco navale, i sovietici disponevano di una formidabile accoppiata che unita alle possibilità di rifornimento in volo permetteva all'aviazione di coprire vaste zone con aerei moderni, degni successori degli Yak-28P, dei Su-15 e dei Tu-28P, tanto che diversi paesi hanno mostrato interesse per questo tipo di macchina.
Il 13 settembre del 1987, alle ore 10:39, un pattugliatore P-3B Orion (numero 602) della squadriglia 333, partito dall'aeroporto di Andøya e pilotato dal tenente Jan Salvesen, fu sorpreso sul mare di Barents da un Su-27 (numero 36 rosso) del 941 squadrone della Protivo-Vozdushnoj Oborony (la guardia nazionale dell'Aeronautica sovietica) pilotato da Vasiliy Tsymbal e partito a sua volta dalla pista di Kilpyavr, base aerea nei dintorni di Murmansk.
Il primo pensiero del comandante dell'Orion fu quello di scattare più fotografie possibile al nuovo apparecchio di fabbricazione sovietica. La sua quota era di approssimativamente 4.500 m. Il Flanker si era fatto pericolosamente vicino e per segnalare al pilota sovietico il fatto che la cosa non fosse apprezzata Salvesen iniziò a rallentare. Il caccia non poteva imitare la manovra e si limitò a sfilare via.
Qualche minuto più tardi l'Su-27 si avvicinò nuovamente e, come la prima volta, si era fatto molto sotto al P-3B. Così per una seconda volta Salvesen rallentò il suo apparecchio segnalando al caccia di allontanarsi. Il Flanker sparì per la seconda volta, per riapparire una terza, alle 10:56 a circa 135 miglia nautiche da Vardø (Norvegia) ed a 48 miglia dal confine sovietico. Quando per la terza volta l'Su-27 si avvicinò all'Orion, probabilmente Tsymbal intendeva ripetere le manovre che aveva già compiuto precedentemente, ma questa volta si portò tanto a ridosso del pattugliatore che riuscì a staccare circa 11 centimetri dell'elica del motore destro. Parte dei frammenti andarono a conficcarsi nella fusoliera dell'Orion, causando una decompressione interna. l'Su-27 se la cavò senza un graffio e sparì per l'ultima volta. Venne poi dipinta la sagoma di un P-3 sulla sua fiancata sinistra a ricordare l'impresa.
L'Orion fu costretto a scendere sotto i 10.000 piedi e venne scortato da due F-16A verso la base di Banak. Nessun membro dell'equipaggio venne ferito.

## Incidenti

l'Su-27 precipitato a Salgareda nel 1990.

Il 9 settembre 1990, durante la sua prima esibizione aerea in Italia, l'Su-27 pilotato dal comandante Rimantas Stankevičius all'uscita da una manovra di looping a quota troppo bassa, impattò con il terreno, esplodendo a contatto col suolo e causando la morte del pilota e di un addetto alla sicurezza.
Il 9 settembre, alla manifestazione aerea "Ali Acrobatiche" di Salgareda (Treviso) era inizialmente atteso l'arrivo di un Mig-29 Fulcrum, notizia che era stata riferita alla precedente manifestazione aerea tenutasi sullo stesso aeroporto nel precedente mese di giugno.
A causa di alcuni cambiamenti, però, ad arrivare all'aeroporto di Rivolto era stato, con breve preavviso, il nuovo e semi-sconosciuto caccia della Sukhoi.
Il programma della manifestazione prevedeva alcuni passaggi a bassa quota a forte velocità ed alcune manovre tra cui svariati looping e tonneau.
Proveniente da est a bassa quota e a velocità ridottissima, con tanto di carrello estratto e flap totalmente estesi, l'Su-27, una volta passato sulla perpendicolare del campo volo, si portò in direzione sud al fine di iniziare un basso passaggio a forte velocità con successivo looping.
Una volta giunto a velocità sostenuta sulla parallela della metà pista, il pilota tirò a sé la cloche facendo entrare il velivolo in manovra ascensionale.
l'Su-27 non riuscì a raggiungere la quota ottimale di sicurezza e al momento di dover uscire dalla manovra venne a trovarsi troppo basso ed impattò violentemente al suolo esplodendo nell'impatto.
L'incidente provocò più stupore che vero panico nella folla. I piani di evacuazione dell'area funzionarono a dovere mentre le migliaia di persone vennero fatte defluire all'esterno dell'area dell'aeroporto.
Oltre al pilota, morì investito dall'esplosione un responsabile della sicurezza che si trovava in quel punto proprio per evitare che curiosi potessero avvicinarsi alla testata della pista.
Visto il clima politico dell'epoca (la non totale apertura dell'allora Unione Sovietica) e la non totale comprensione dell'incidente, inizialmente i media parlarono di un incidente dovuto ad un presunto stato d'ebbrezza del pilota in seguito ad una copiosa assunzione di alcolici prima del volo.
Alcuni anni dopo, con un clima politico molto più sereno ed aperto, venne resa nota la vera causa.
Al momento di entrare nella manovra di looping, il pilota, sottostimando quota, velocità e lunghezza pista, aveva portato il caccia ad una quota insufficiente al completamento della manovra.
Questo aveva provocato l'uscita dal looping ad una quota troppo bassa per permettere al comandante Stankevicius di recuperare quota in tempo per evitare lo schianto.
Altri incidenti noti:
- 27 luglio 2002, disastro aereo di Sknyliv: durante una manifestazione aerea all'aeroporto Sknyliv di Leopoli, Ucraina: muoiono 77 spettatori.
- 15 settembre 2005, un Su-27 dell'aviazione russa in volo da San Pietroburgo a Kaliningrad precipita sul territorio lituano a causa di un malfunzionamento del sistema di navigazione.
- 29 luglio 2008, incidente in volo di addestramento sui cieli del Territorio del Litorale: morto un pilota.
- 16 agosto 2009, collisione in volo nei pressi di Mosca; i due aerei precipitano su alcune case: muore un pilota.
- 30 agosto 2009, manifestazione aerea a Radom, Polonia: un Su-27 biposto dell'Aeronautica Bielorussa si schianta al suolo: morti i due piloti.

## Varianti

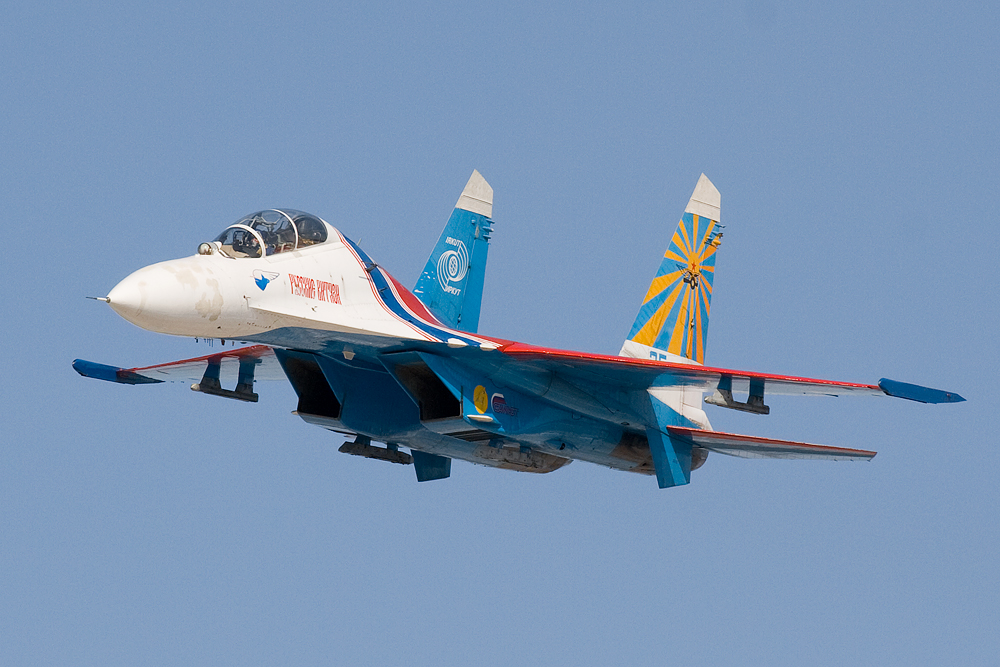
Un Sukhoi Su-27UB, della pattuglia acrobatica Russian Knights, effettua un passaggio a bassa quota nel 2008.

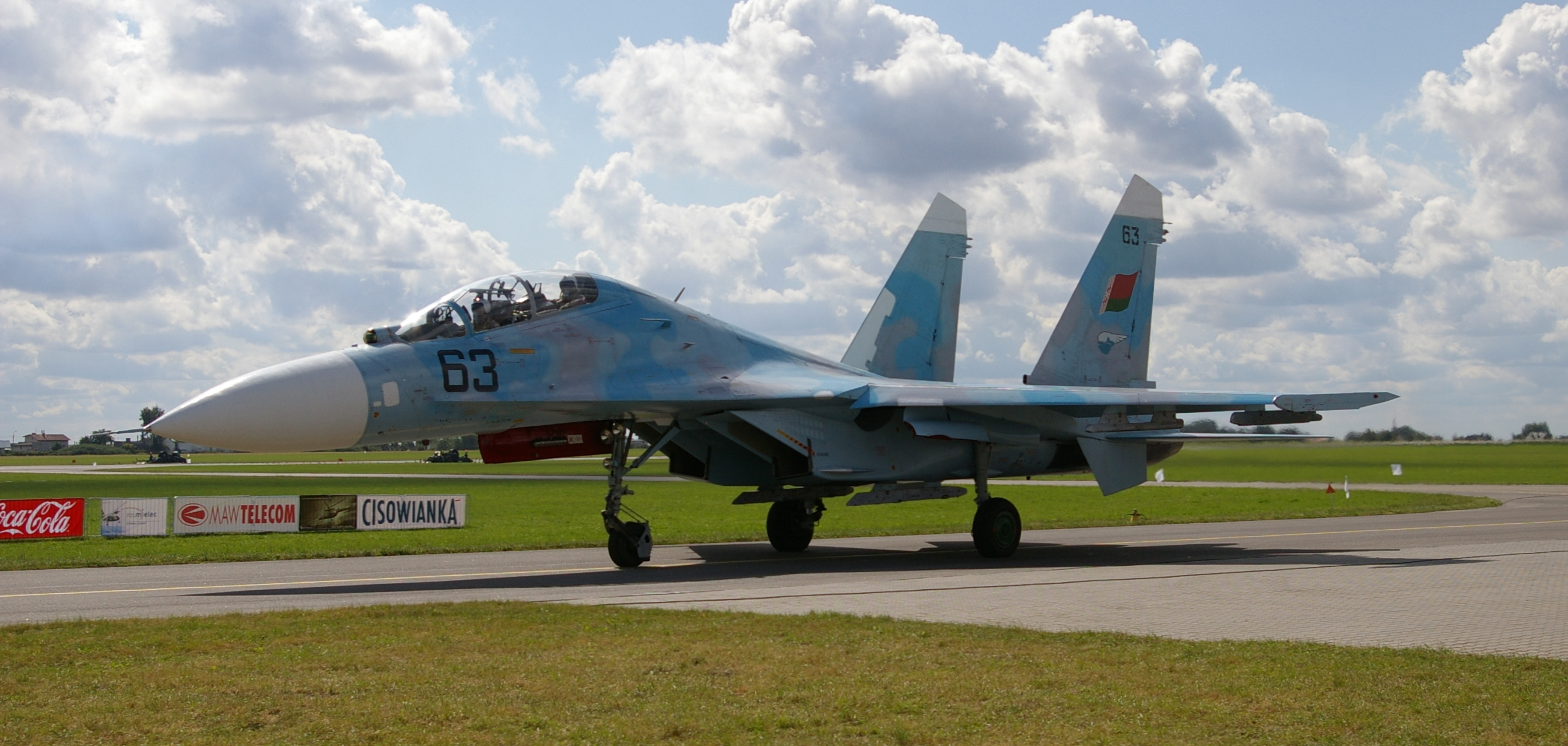
Un Su-27UBM

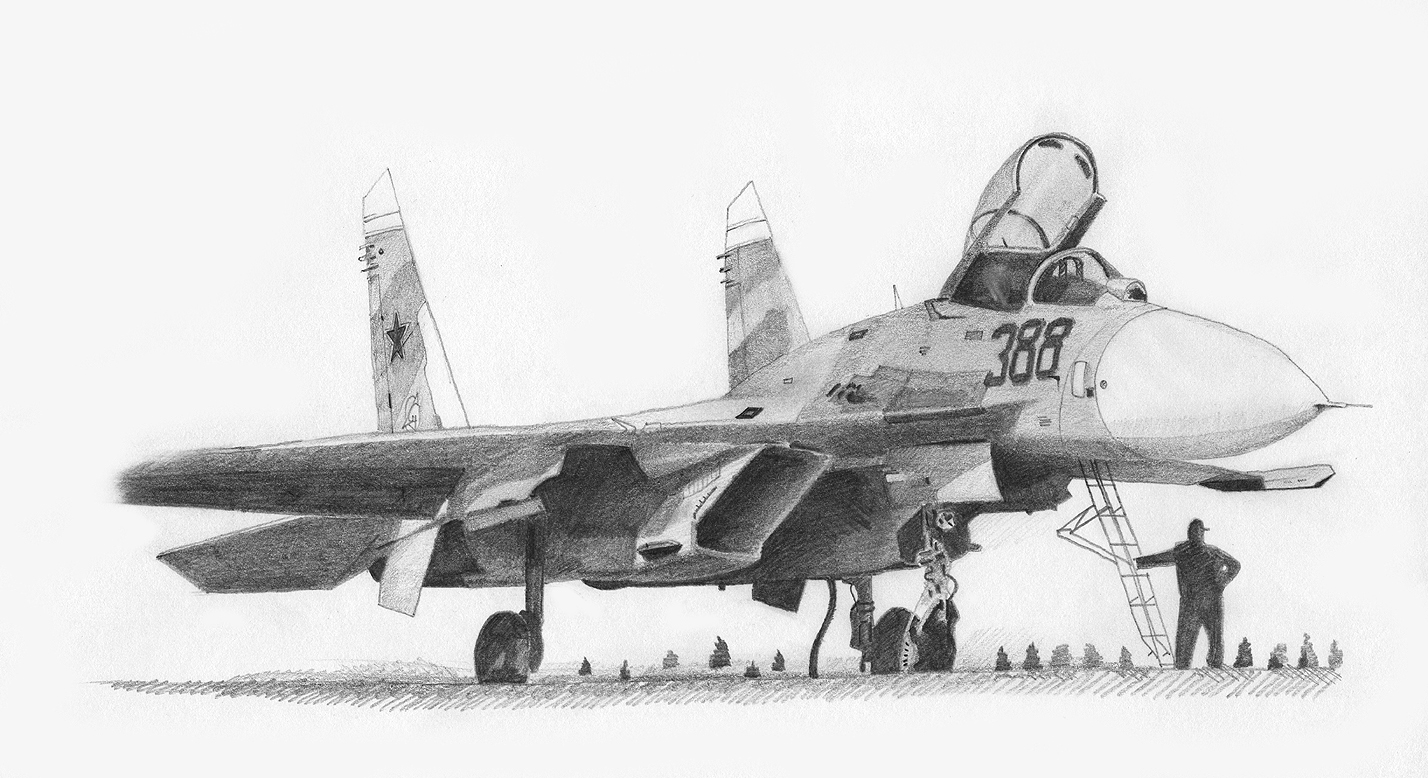
l'Su-27 (388 rosso) ritratto sull'aeroporto di Parigi, al salone aeronautico di Le Bourget del 1989.

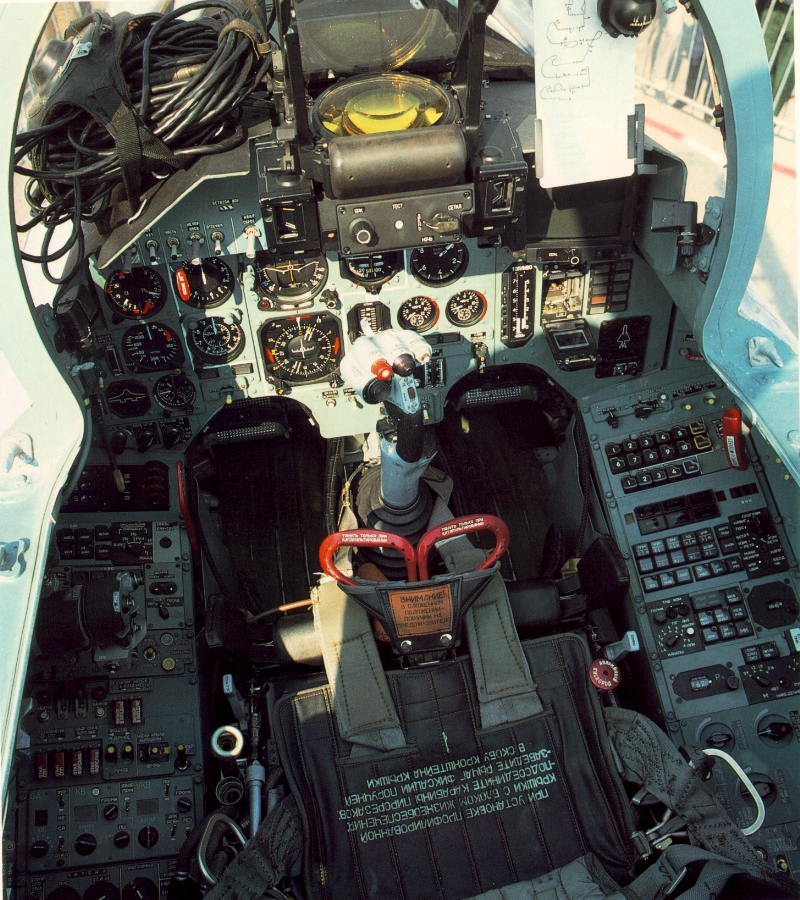
Abitacolo anteriore di un Su-27 biposto (389 rosso) ripreso, sempre a Le Bourget nel 1989, durante la mostra statica. Si notano, in alto a destra, gli appunti del pilota (Evgenij Frolov) sulle manovre compiute durante la mostra acrobatica.

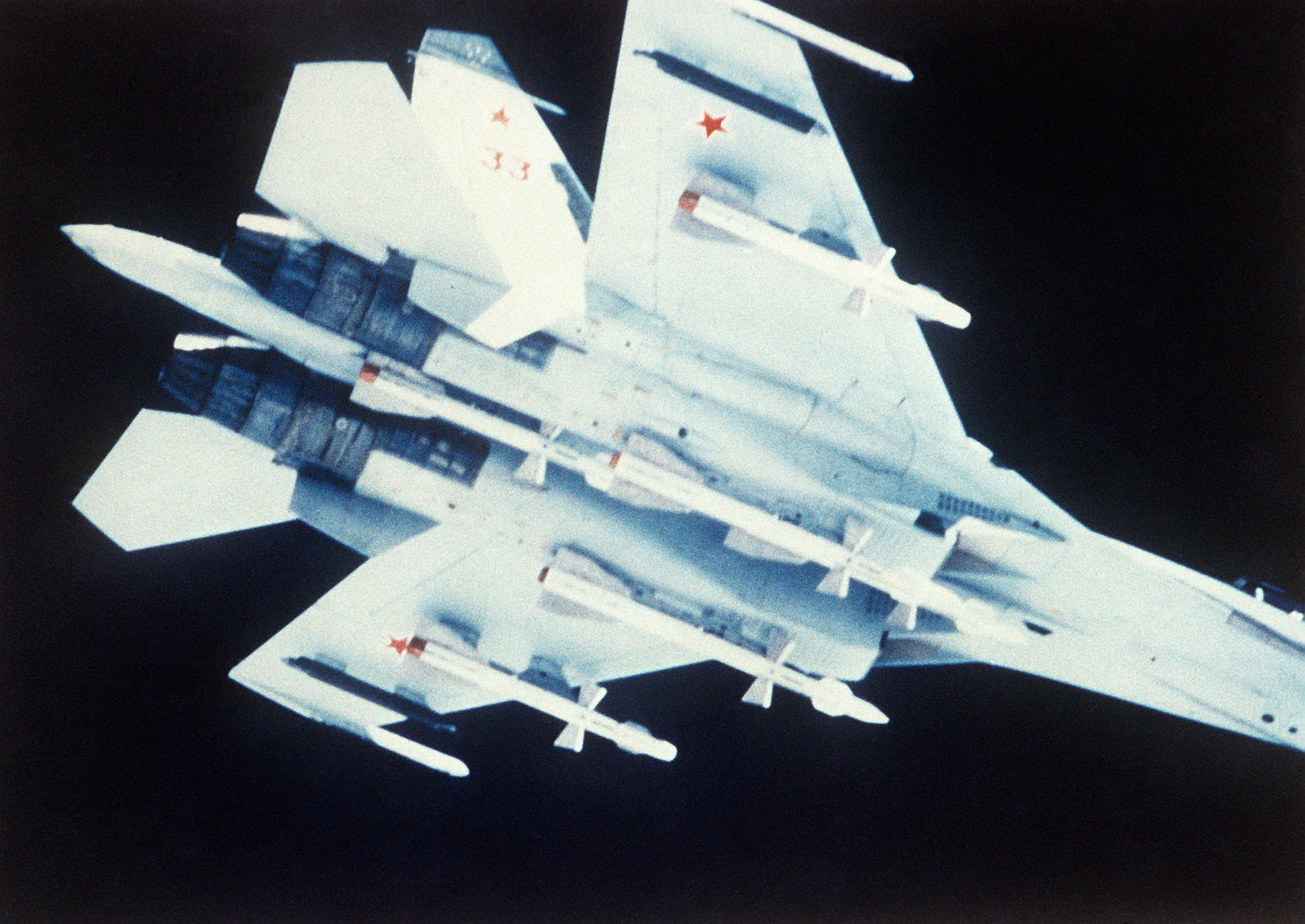
Foto scattata nel 1988 che mostra il ventre di un Su-27 armato di missili aria-aria AA-10 Alamo.

Schema del fianco sinistro di un Su-27 di prima serie.

Schema del fianco sinistro di un Su-27 di ultima serie.

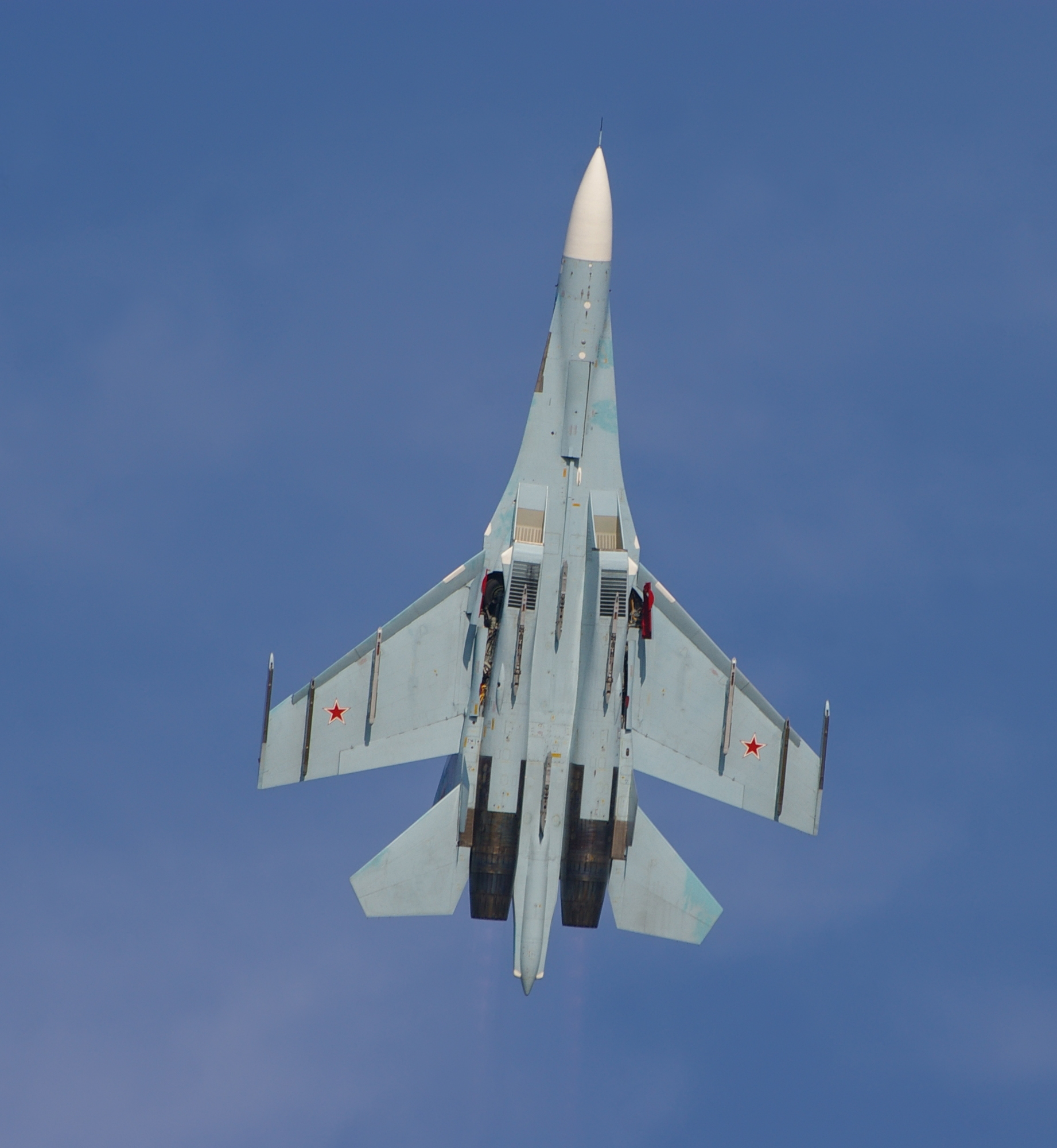
Un Su-27UBM bielorusso ripreso durante un volo d'addestramento nel 2009 a Radom. L'aereo si schiantò al suolo il secondo giorno dell'air show, uccidendo i due piloti.

### Era sovietica
- T-10 (Flanker A): prototipo iniziale.
- T-10S (Seriya, serie) o T-10/7 (Flanker B): prototipo definitivo.
- Su-27S o semplicemente Su-27 (Flanker B): prodotto di serie.
- Su-27UB (Uchebno Boevoj, addestratore operativo), poi ridenominato Su-30 (Flanker C): addestratore biposto con completa capacità di combattimento;  esternamente è praticamente uguale all'Su-27S a parte i due posti; è più pesante dell'Su-27 di circa 1.120 kg senza sacrificare la capacità dei serbatoi interni. La fusoliera è leggermente allungata e le pinne ventrali sono un po' più alte per correggere l'aerodinamica leggermente variata. Prestazioni simili all'Su-27S, richiede un po' di pista in più ed ha minore velocità massima. Come nell'Su-27S anche sull'Su-27UB i primi modelli costruiti mancano di alcune dotazioni e sistemi aggiunti successivamente.
- Su-27SK e Su-27UBK (Kommercheskaya, commerciale): sono le versioni da esportazione rispettivamente dei modelli Su-27S ed UB. L'ultimo Su-27S di serie è stato usato per lo sviluppo dell'Su-27SK da esportazione. Esternamente è identico all'Su-27S, ma ha sistemi avionici meno avanzati. Anche l'Su-27UBK per l'esportazione presenta identiche variazioni rispetto al modello nazionale.
- Su-27K (Korabelnij, imbarcato), poi ridenominato Su-33 (Flanker D): versione imbarcata dell'Su-27 monoposto concepita per contrastare almeno in parte l'F-14 americano; derivata dal prototipo T-10K, ha ali e piani di coda ripiegabili, ruotino rinforzato, alette canard, sonda per il rifornimento in volo, gancio d'atterraggio, bulbo del sensore infrarosso spostato a sinistra per migliorare la visibilità in atterraggio ed altre modifiche minori.
- Su-27UB-PS:prototipo realizzato nel 1990 dove erano stati montati sugli scarichi dei motori a reazione degli ugelli vettoriali per migliorarne la maneggevolezza[8].

### Era post sovietica
- Su-27P (Perekhvatchik, intercettore): monoposto con varie modifiche, tra le quali una sonda per il rifornimento in volo.
- Su-27PU ( Perekhvatchik Uchebno, addestratore intercettore), poi ridenominato Su-30 (Flanker C): intercettore biposto a lungo raggio con possibilità di condividere le informazioni radar con collegamento tipo AWACS tra più aerei e cacciabombardiere (vedi versioni Su-30) ed una sonda per il rifornimento in volo.
- Su-30M (Modifitsirovannij, modificato), poi ridenominato Su-35: caccia intercettore multiruolo monoposto ognitempo.
  - Su-30MK: sottoversione da esportazione.
  - Su-30MKA: sottoversione per l'Algeria.
  - Su-30MKI: sostanzialmente un Su-30MK migliorato per l'aeronautica indiana, con alette canard, spinta vettoriabile, nuova avionica e capacità multiruolo.
  - Su-30MKK: Su-30MK per l'aeronautica cinese, con avionica aggiornata e capacità multiruolo, ma senza alette canard o spinta vettoriabile.
  - Su-30MK2: la marina cinese ha acquistato questa versione simile all'Su-30MKK, ma con capacità antinave.
  - Su-30MKM: sottoversione per la Malaysia.
  - Su-30SM: sottoversione con ulteriori capacità per rilevare simultaneamente e ingaggiare bersagli multipli e con la manovrabilità ulteriormente potenziata. Il contratto del Ministero della Difesa della Russia prevede la consegna di 30 Su-30SM entro il 2015.[9]
  - Su-27KI: monoposto migliorato per l'Indonesia.
- Su-35: versione da superiorità aerea dell'Su-27, concepita per contrastare i più recenti caccia americani.
- Su-37: versione con ugelli vettoriabili.
- Su-27SM: aggiornamento dell'Su-27M.
- Su-27SMK o Su-27SKM: versione da esportazione dell'Su-27SM.
- Su-27UBM: aggiornamento dell'Su-27UB.
- Su-27SM2: versione di gen. 4+ migliorata, con alcune delle tecnologie sviluppate per il Su-35BM; include radar Irbis-E, motori e avionica migliorati.
- Su-27SM3: peso massimo al decollo aumentato (+3 ton), motori AL-31F-M1, strumentazione completamente digitale.
- Su-35BM/Su-35S: lo sviluppo più recente della famiglia dei Sukhoi Flanker. Motori AL-41F1S con spinta vettorabile, nuova avionica, radar N035 Irbis-E ed imprnta radar ridotta.
- Su-27IB (Istrebitel'Bombardirovschik, caccia bombardiere), poi ridenominato Su-34: cacciabombardiere tattico, da attacco e ricognizione con due posti affiancati.
- Su-27FN o Su-32FN: versione da ricognizione e da esportazione dell'Su-34.
- Su-27KUB: essenzialmente un Su-27K con posti affiancati.
- Shenyang J-11:[10] versione del Su-27SK prodotta su licenza in Cina nello stabilimento di Shenyang, per un totale di 200 esemplari. Nel 2004, tuttavia, i cinesi pensarono non solo di poter fare da soli ma anche di poter introdurre alcune migliorie e sospesero la produzione su licenza dopo il 204° aereo. Ne nacque un contenzioso economico che, tuttavia, rimase sotto tono e i russi si dimostrarono accomodanti, per motivi di opportunità politica, tanto che nel 2009 la controversia appariva ormai sopita.  Nell’estate del 2002 a Shenyang era stato costruito il simulacro della versione nazionale J-11B (prima "Flanker-B+” e poi “Flanker-L” per la NATO) con modifiche di tutto rilievo: nuovo IRST, radar Type 147F, impianto ossigeno di tipo OBOGS, strumentazione dell’abitacolo ridisegnata, sistema di allarme missilistico (MAWS) con sensore ultravioletto e, soprattutto, motori Shenyang WS-1OA “Taihang”. Questi turboreattori a doppio flusso, provati in volo sul J-11WS utilizzato come banco-prova (montava un AL-31F originale e un motore cinese) si dimostrarono l’anello debole della versione perché il loro intervallo tra le revisioni era di 30 ore (contro le 400 500 del propulsori russi). Sembra che sulle prime serie del J-11B si tornasse agli AL-31, ma dal 2009 fu disponibile una versione più matura dei WS-10A che fu montata sui J-11B Block 02.  Entrò in produzione anche il J-11BS ("Flanker-C+") biposto e complessivamente, tra biposto e monoposto, furono costruiti almeno 120 esemplari. Per le esigenze della Marina (ma per i reparti basati a terra) furono costruiti circa 50 tra J-11BH monoposto e J-11BSH biposto.

## Primati mondiali
Una versione alleggerita del Su-27, senza armamento o elettroniche, fu impiegata per stabilire primati mondiali.
Chiamato P-42, l'aereo era il tredicesimo prototipo, il T-10S/3 (ex T-10/13). Come detto gli erano stati tolti tutti i dispositivi inutili al fine di alleggerirlo al massimo, come armamento, radar, optronica, sistemi di lancio, pinne ventrali, sistema di navigazione, di comunicazione e persino la verniciatura.
Furono segate le derive, tagliato via il cono di coda ed il cono dielettrico in punta sostituito con uno analogo in alluminio. Ogni piccolo corpo non aerodinamico, ogni imperfezione ed ogni fessura presente sul modello originale fu eliminato a colpi di saldatore.
Anche il motore fu modificato per erogare 991 kg di spinta in più, dando al P-42 l'eccezionale rapporto spinta/peso di 2 a 1.
I freni sul carrello principale non potevano tener ferma la macchina a piena potenza così il caccia fu ancorato ad un corazzato con un gancio d'acciaio con una chiusura elettronica. Con i motori a pieno regime, il gancio veniva aperto e l'aereo era libero di decollare al miglior angolo d'attacco di salita.
Tra il 1986 ed il 1988, il P-42, pilotato da Viktor Pugačëv, Nikolai Sadovnikov, Oleg Tsoj ed Evgenij Frolov, conquistò non meno di 27 primati mondiali allo Strike Eagle. È possibile accedere al sito della Fédération Aéronautique Internationale, per visionare i primati elencati anche qui sotto.
Sottoclasse C 1h (peso al decollo tra i 12.000 kg ed i 16.000 kg) / Gruppo 3 (motori a getto)
| Classe di primato                                             | Prestazione | Pilota             | Data       |
| ------------------------------------------------------------- | ----------- | ------------------ | ---------- |
| Tempo di salita ad altitudine 3 000 m                         | 25 s        | Viktor Pugačëv     | 27/10/1986 |
| Tempo di salita ad altitudine 6.000 m                         | 37 s        | Viktor Pugačëv     | 15/11/1986 |
| Tempo di salita ad altitudine 9.000 m                         | 44 s        | Nikolai Sadovnikov | 10/03/1987 |
| Tempo di salita ad altitudine 12.000 m                        | 55 s        | Nikolai Sadovnikov | 10/03/1987 |
| Tempo di salita ad altitudine 3.000 m con 1.000 kg di carico  | 28 s        | Oleg Tsoj          | 17/05/1988 |
| Tempo di salita ad altitudine 6.000 m con 1.000 kg di carico  | 38 s        | Oleg Tsoj          | 19/04/1988 |
| Tempo di salita ad altitudine 9.000 m con 1.000 kg di carico  | 48 s        | Oleg Tsoj          | 17/05/1988 |
| Tempo di salita ad altitudine 12.000 m con 1.000 kg di carico | 59 s        | Oleg Tsoj          | 17/05/1988 |

Sottoclasse C 1i (peso al decollo tra i 16.000 kg ed i 20.000 kg) / Gruppo 3 (motori a getto)
| Classe di primato                                             | Prestazione | Pilota         | Data       |
| ------------------------------------------------------------- | ----------- | -------------- | ---------- |
| Altitudine con 1.000 kg di carico                             | 22 250 m    | Viktor Pugačëv | 20/05/1993 |
| Carico condotto ad altitudine 15.000 m                        | 1 015 kg    | Viktor Pugačëv | 20/05/1993 |
| Tempo di salita ad altitudine 15.000 m con 1.000 kg di carico | 2 min 6 s   | Viktor Pugačëv | 20/05/1993 |
| Tempo di salita ad altitudine 15.000 m                        | 2 min 6 s   | Viktor Pugačëv | 20/05/1993 |

Classe N / Gruppo 3 (motori a getto)
| Classe di primato                                             | Prestazione | Pilota             | Data       |
| ------------------------------------------------------------- | ----------- | ------------------ | ---------- |
| Altitudine massima in volo orizzontale senza carico           | 19 335 m    | Nikolai Sadovnikov | 10/06/1987 |
| Tempo di salita ad altitudine 3.000 m                         | 26 s        | Nikolai Sadovnikov | 11/04/1987 |
| Tempo di salita ad altitudine 6.000 m                         | 37 s        | Evgenij Frolov     | 31/03/1988 |
| Tempo di salita ad altitudine 9.000 m                         | 47 s        | Evgenij Frolov     | 31/03/1988 |
| Tempo di salita ad altitudine 12.000 m                        | 58 s        | Nikolai Sadovnikov | 11/03/1987 |
| Tempo di salita ad altitudine 15.000 m                        | 1 min 16 s  | Nikolai Sadovnikov | 11/03/1987 |
| Tempo di salita ad altitudine 3.000 m con 1.000 kg di carico  | 28 s        | Oleg Tsoj          | 17/05/1988 |
| Tempo di salita ad altitudine 6.000 m con 1.000 kg di carico  | 38 s        | Oleg Tsoj          | 19/04/1988 |
| Tempo di salita ad altitudine 9.000 m con 1.000 kg di carico  | 48 s        | Oleg Tsoj          | 17/05/1988 |
| Tempo di salita ad altitudine 12.000 m con 1.000 kg di carico | 59 s        | Oleg Tsoj          | 17/05/1988 |

Sottoclasse C 1 (peso al decollo senza limite) / Gruppo 3 (motori a getto)
| Classe di primato                      | Prestazione | Pilota             | Data         |
| -------------------------------------- | ----------- | ------------------ | ------------ |
| Tempo di salita ad altitudine 3.000 m  | 25,37 s     | Viktor Pugačëv     | 27/10/1986   |
| Tempo di salita ad altitudine 6.000 m  | 37,05 s     | Viktor Pugačëv     | 15/11/1986   |
| Tempo di salita ad altitudine 9.000 m  | 44,18 s     | Nikolai Sadovnikov | 10/03/1987   |
| Tempo di salita ad altitudine 12.000 m | 55,54 s     | Nikolai Sadovnikov | - 10/03/1987 |

## Esportazione
Alla caduta dell'URSS, i Paesi che ereditarono il Su-27 furono la Russia (circa 400), l'Ucraina (67), la Bielorussia (23). Forse anche il Kazakistan ne ha ereditati alcuni, mentre di sicuro ne ha in servizio grazie allo scambio con la Russia di Su-27 contro bombardieri strategici Tu-95ms (28 Su-27 in cambio? Oppure 12? Vedi “Utenti”).
Cina
Alla fine del 1991, la Cina ha iniziato a comprare il Su-27, scelto tra vari velivoli che la Russia si era dichiarata disposta a vendere, (76 importati in tutto per 32-35 milioni di dollari l'uno, ma il pagamento è avvenuto per il 60% in denaro, il 40% in merci di baratto) divenendo il primo Paese al di fuori dell'ex-URSS ad usare il Su-27: la prima consegna (da circa 1 miliardo di dollari), avvenuta nel 1992, comprendeva 18-20 Su-27SK (modello originale Su-27S per l'esportazione, ma con carrello rinforzato e meno carburante su richiesta cinese) e 6 Su-27UBK (versione UB d'addestramento con piena possibilità operativa per l'esportazione con le stesse modifiche della versione da combattimento) che sono entrati in servizio nella 3ª Divisione Aerea della PLAAF (oppure 24 SK e 2 UBK).
La seconda consegna (da 710 milioni di dollari), ordinata nel 1995 e avvenuta nel 1996, era composta da altri 16 Su-27SK e da 6 Su-27UBK (24 Su-27SK e 2 UBK?) entrati in servizio nella 2ª Divisione Aerea della PLAAF.
La terza ed ultima consegna avvenuta nel 1999 comprendeva 28-30 Su-27UBK entrati in servizio in varie unità aeree (tutti addestratori per accelerare l'apprendimento del volo sul Su-27 e Shenyang J-11, vedi note Su-30).
Nel 1996, la Cina ha anche comprato i diritti di costruzione per assemblare fino a 200 Su-27SK.
J-11 è la nuova versione di Su-27 con aggiunta di tecnologie cinesi (costruiti dalla Shenyang) 
Il primo volo di un J-11 è stato nel 1998. La produzione è in svolgimento con le prime consegne che sono entrate in servizio nella 1ª Divisione Aerea della PLAAF e sono andate a rimpiazzare gli Su-27 persi accidentalmente.
Insieme alla vendita di Su-27 la Russia ha fornito alla Cina anche 144 missili (tra R-27 e R-73). In seguito, con l'acquisto dei Su-30MKK (vedi dopo), la PLAAF ha comprato anche 400 missili aria-aria R-77 e un numero sconosciuto di missili aria-superficie: Kh-59ME, Kh-29T, Kh-31P e bombe guidate KAB-500KR.
Vietnam
Nel 1995 il Vietnam ha comprato 6 Su-27 (5 Su-27SK e 1 Su-27UBK), divenendo il 2º Paese al mondo importatore di Su-27 dopo la Cina e proprio in risposta al suo acquisto di Su-27. Quindi nel 1996 sono stati acquistati altri 6 Su-27 (2 Su-27SK e 4 Su-27UBK). Per l'intera commessa di 12 velivoli sono stati pagati 300 milioni di dollari.
Il Vietnam ha scelto il Su-27 rispetto al MiG-29 presumibilmente a causa del raggio d'azione decisamente superiore rispetto al MiG-29, raggio di cui ha bisogno per pattugliare l'arcipelago delle isole Spratly, ma sta già pagando un alto prezzo operativo: quando erano stati consegnati i primi 6, solo 2 erano tenuti attivi e l'Aviazione vietnamita ha avuto problemi a mantenere anche questi pienamente operativi. Forse con le consegne successive questi problemi sono andati calando.
I problemi sono dovuti all'alta tecnologia e alla grande componente elettronica del Su-27; probabilmente un caccia meno complesso e di più facile manutenzione (anche se meno avanzato) come il MiG-29 sarebbe stata una scelta migliore per un'aviazione modesta come quella del Vietnam, anche se il Su-27 è stato scelto proprio per la sua grande autonomia che gli permette di pattugliare il lungo Stato e le isole più lontane. Dovrebbe essere in ordinazione un secondo blocco di 24 Su-27.
Etiopia
Tra il 1998 e il 1999 l'Etiopia ha comprato dalla Russia, per 150 milioni di dollari, 8 Su-27, di cui 2 versione UB (inquadrati tutti nel 1º stormo dell'aviazione etiope). Un Su-27 etiope nel gennaio 1999 si è schiantato dopo aver perso un motore durante una manifestazione aerea (il pilota, un colonnello mercenario dell'aviazione russa si è lanciato con il paracadute). 
I Su-27 etiopi, pilotati da mercenari russi, hanno partecipato con ottime prestazioni alla guerra, vinta dall'Etiopia, contro l'Eritrea tra il 1998 e il 2000. In quell'occasione, i Su-27 etiopi si sono confrontati con i MiG-29 dell'Aeronautica militare eritrea: il 25 febbraio 1999 e il 26 febbraio 1999 nei primi due scontri tra i due migliori caccia russi 2 MiG-29 eritrei sono stati abbattuti da Su-27 etiopi con R-73. Il 16 maggio 2000, un altro scontro aereo tra un Su-27 etiope e un MiG-29 eritreo si concluse ancora con l'abbattimento di almeno un MiG-29 con R-73 e con il danneggiamento, con R-27, di un secondo MiG-29, poi schiantatosi in atterraggio. Comunque, i Su-27 etiopi hanno abbattuto in tutto almeno 5 MiG-29, più altri 2 MiG-29 molto probabili, e un Learjet prima della guerra, senza una perdita. I Su-27 si sono dimostrati anche validi nel ruolo di bombardieri con l'annientamento, tra l'altro, della base aerea eritrea di Camp Sawa, fortemente difesa (una delle mosse che hanno permesso la vittoria dell'Etiopia).
Indonesia

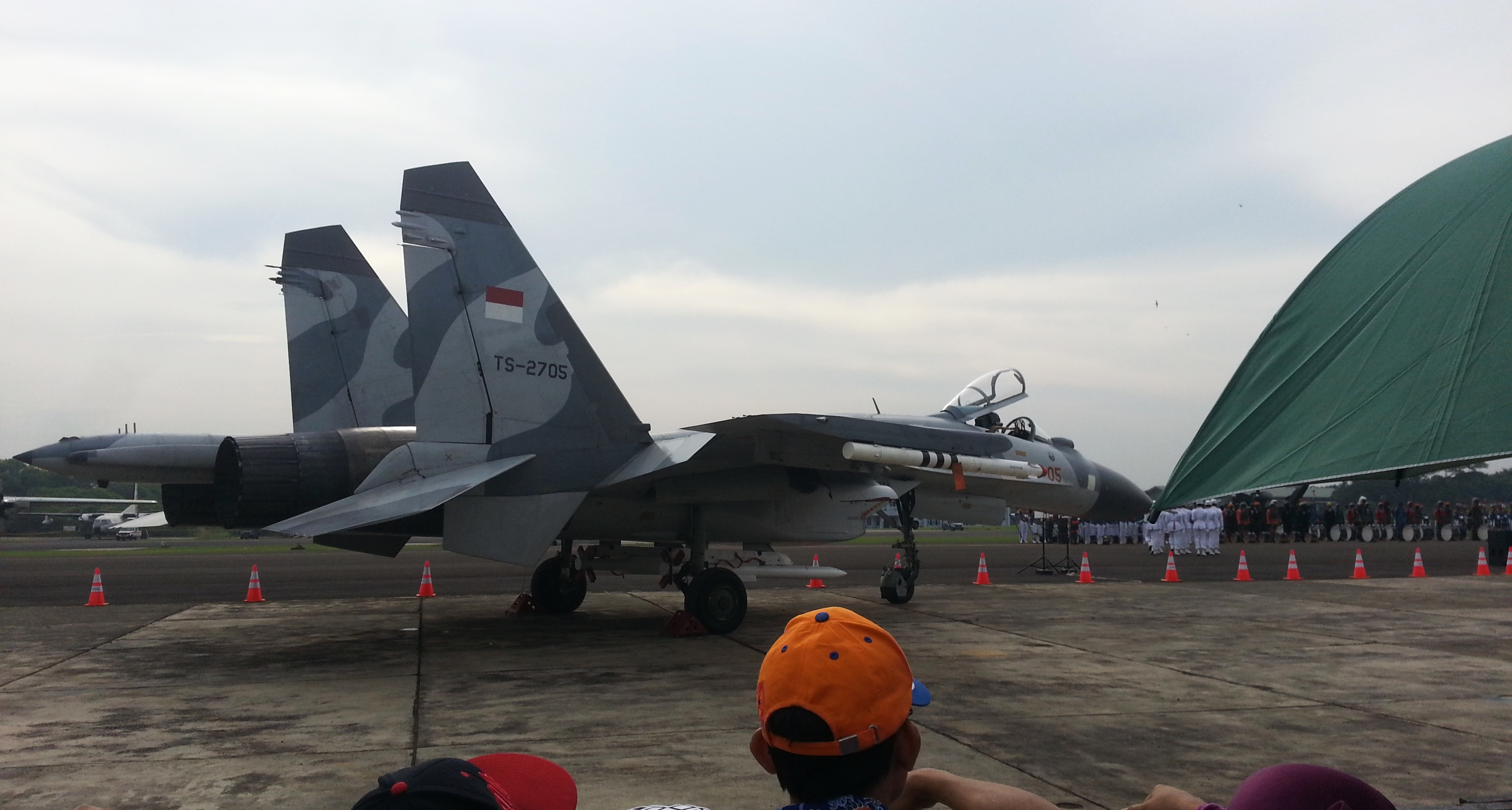
Sukhoi Su-27SKM Flanker (TS2705), Indonesia

Nel 1997 l'Indonesia espresse interesse per 12 Su-30MKI, ma la crisi economica fece cadere la possibile commessa. Nell'aprile 2003 arrivò a sorpresa l'ordine per 2 Su-27SK che arrivarono in Indonesia il 27 agosto 2003 e 2 Su-30MK, arrivati il 1º settembre 2003 e presi ufficialmente in consegna dall'Indonesia il 20 settembre 2003.
Per il 2004 dovrebbe essere stato completato un secondo ordine di 2 Su-30 e 4 o 6 Su-27, mentre per il 2005 sono in ordine altri 6 Su-27SK per un'ordinazione totale di 12-14 Su-27 e 4 Su-30.
Siria
Una voce circolata a metà dell'anno 2000, affermava che la Siria fosse riuscita ad ottenere nuove ordinazioni di materiale militare dalla Russia: queste avrebbero compreso caccia Su-27, installazioni SAM a lungo raggio S-300, carri armati T-80/90 e sistemi missilistici anticarro Kornet-E e Metis-M. Tale ordinazione avrebbe avuto un valore di almeno 2 miliardi di dollari. In realtà l'ordinazione era molto meno ambiziosa (e anche molto meno costosa): solo forniture per missili SAM da spalla a corto raggio Igla SA-16 o SA-18 e 1000 missili anticarro Kornet (si pensava che questi ultimi, all'invasione dell'Iraq nel 2003, fossero stati trasferiti dalla Siria all'Iraq, altra notizia rivelatasi falsa). In particolare, nel 2001, è stato effettivamente visto un Su-27 con lo stemma e i colori dell'aviazione siriana in giro per gli aeroporti militari siriani. In realtà era un Su-27 dell'aviazione russa, che era usato per pubblicizzare il caccia in Siria, anche se alla fine si è risolto tutto in un nulla di fatto.
Stati Uniti
Gli Stati Uniti hanno acquistato 2 (accertati) o più Su-27 a scopo conoscitivo e addestrativo.
Altri
Anche l'Iran, la Libia e il Brasile (quest'ultimo verso il Su-35) hanno espresso interesse per il Su-27.

## Utilizzatori

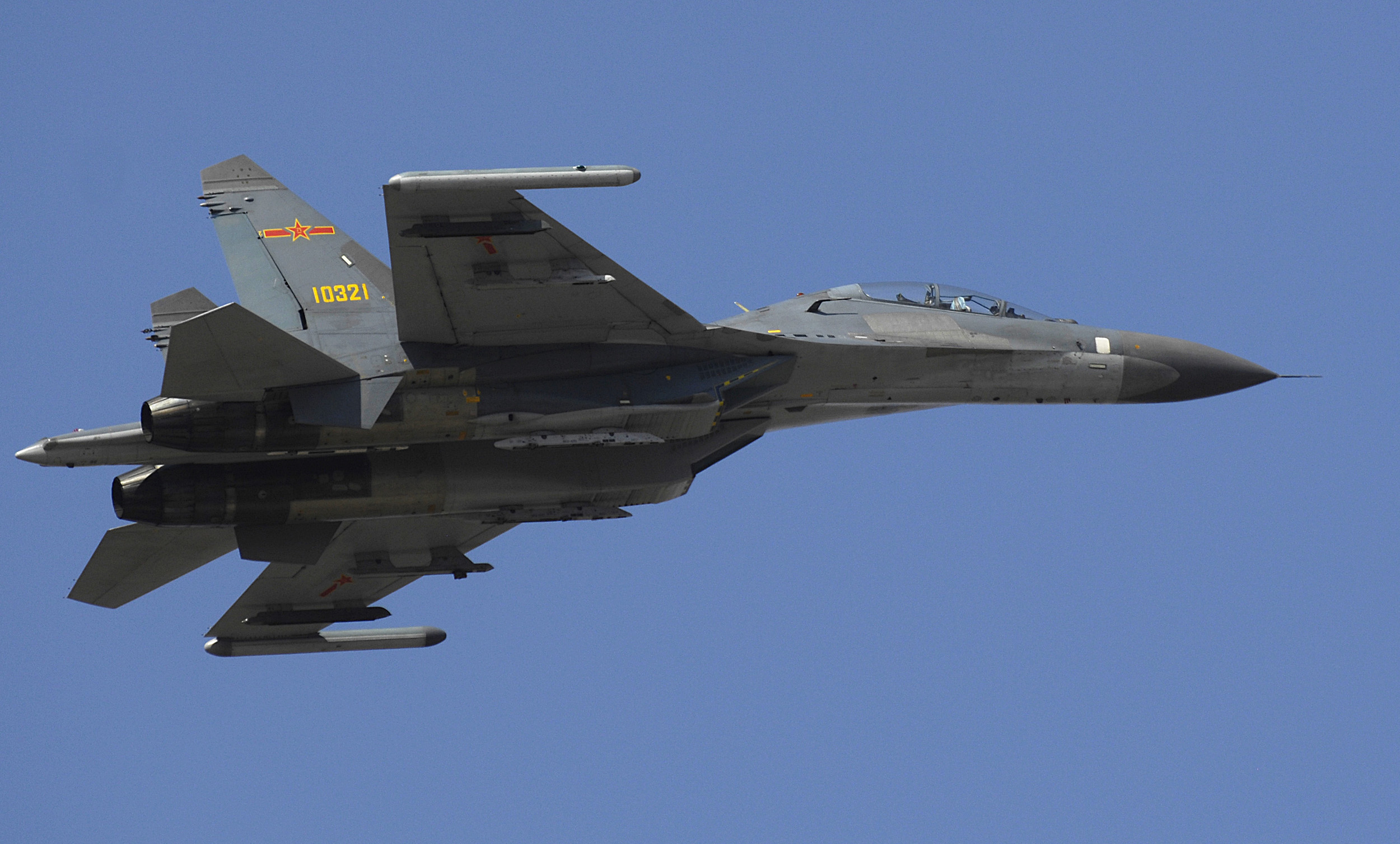
Un Su-27 cinese ripreso nel 2007

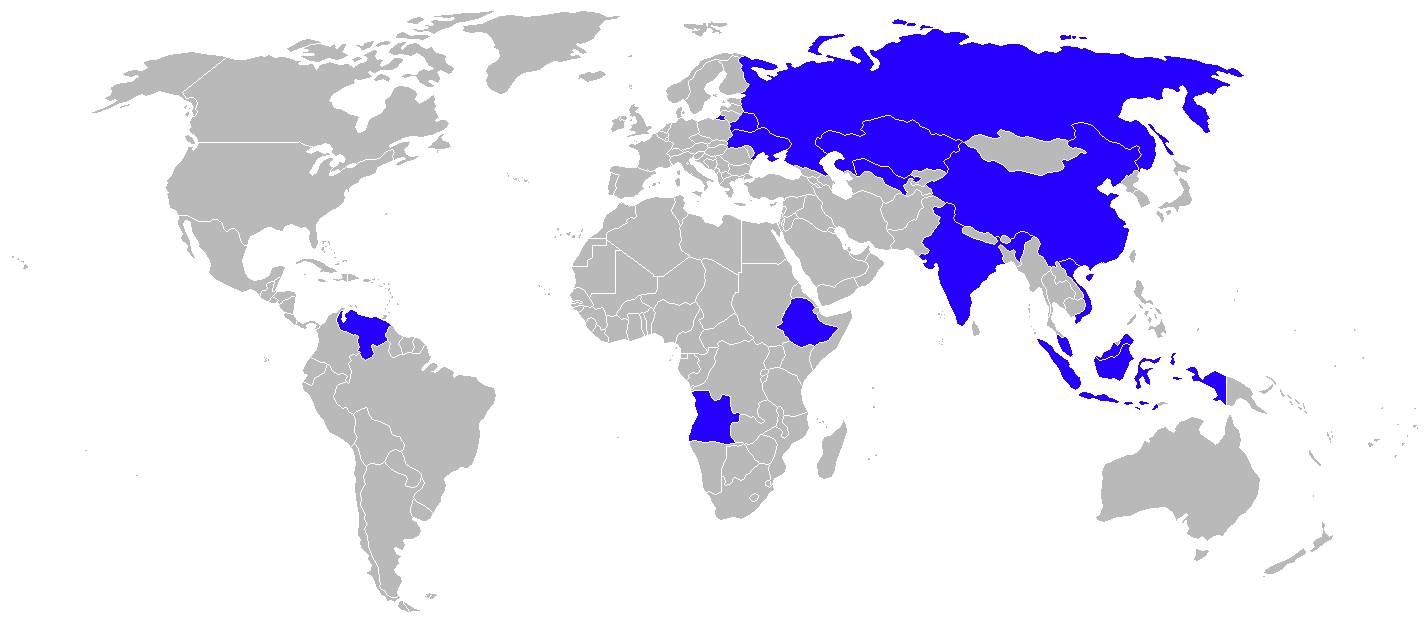
Nazioni che hanno acquistato il velivolo

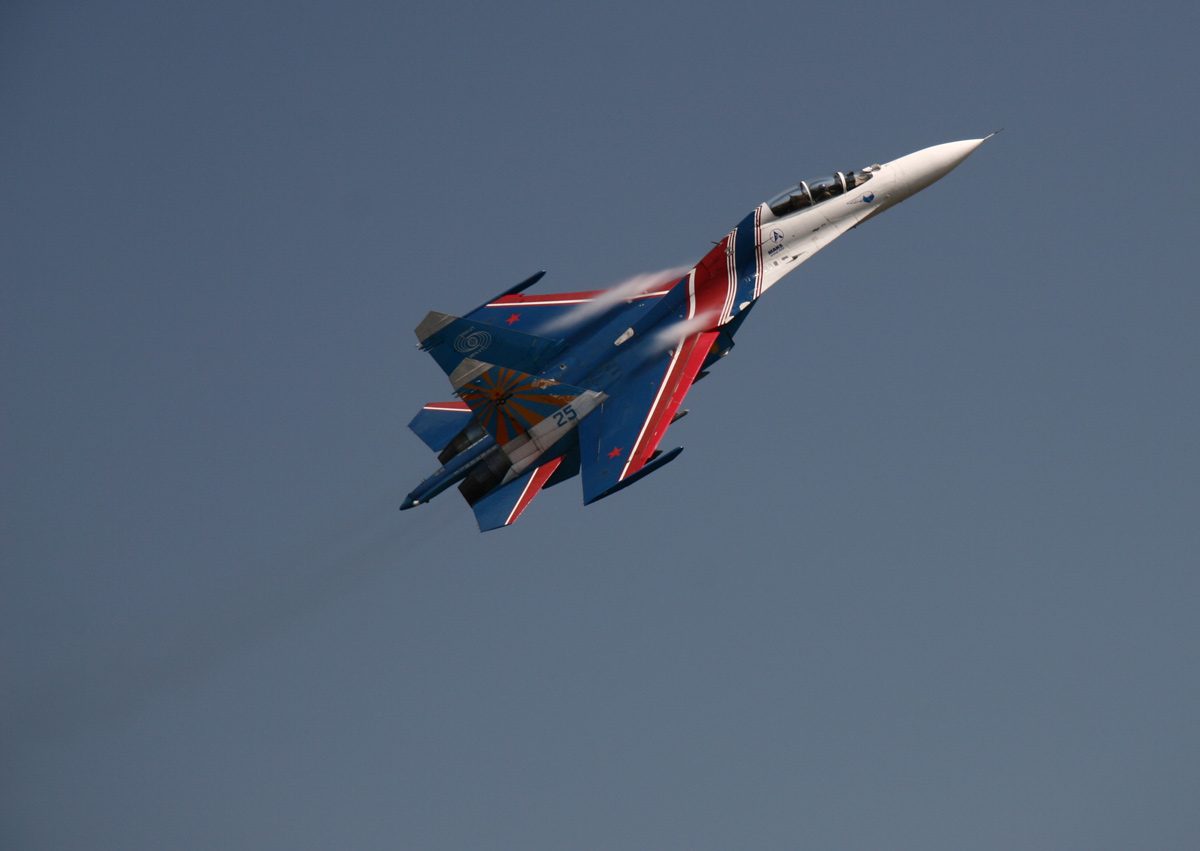
Su-27 del gruppo "Cavalieri della Russia" fotografato a Ul'janovsk nel 2008

Circa 680 Su-27 sono stati prodotti dalla Unione Sovietica e dalla Russia. Il numero include solamente i Su-27 e non gli aerei sviluppati successivamente da questo modello.
 Angola
- Força Aérea Popular de Angola/Defesa Aérea e Antiaérea
  - Esquadrilha de Caças (Mukanka)

18 esemplari ricevuti. Al novembre 2017 risultano in servizio 6 Su-27S ed 1 Su-27UB.
 Bielorussia
- Voenno-vozdušnye sily i vojska protivovozdušnoj oborony
  - 61ª Base Aerea Caccia (Baranovichi)

21 Su-27P e 4 Su-27UB ex sovietici in servizio dal 1992 al 2012. Di questi, 3 Su-27P furono ceduti all'Aeronautica dell'Angola, 1 Su-27P all'Aeronautica ucraina ed 1 esemplare in Gran Bretagna (probabilmente per riesportazione negli Stati Uniti d'America).
 Cina
- Zhongguo Renmin Jiefangjun Kongjun
  - 4º Reggimento Aereo (Foshan)
  - 1ª Brigata Aerea (Anshan)
  - 16ª Brigata Aerea (Yinchuan)
  - 41ª Brigata Aerea (Wuyishan)
  - 55ª Brigata Aerea (Jining)
  - 98ª Brigata Aerea (Baishiyi)

Furono acquistati (il programma fu chiamato Progetto 906, che si svolse tra febbraio 1991 e settembre 1999), un primo lotto di 20 Su-27SK, designati J-11, e 4 Su-27UBK (J-11AS), più ulteriori 4 Su-27UBK gratis, perché secondo la forza aerea, i primi non erano nuovi bensì ricondizionati. Nel marzo 1995 fu ordinato un secondo lotto di 16 Su-27K e 8 Su-27UBK, infine, a dicembre 1999 furono ordinati 28 Su-27UBK, per un totale di 78 macchine.
- Zhōngguó Rénmín Jiěfàngjūn Hǎijūn Hángkōngbīng
  - 22º Reggimento Aereo (Jialaishi)
  - 24º Reggimento Aereo (Jiakaishi)
  - 25º Reggimento Aereo (Xisha)

Circa 50 tra J-11BH monoposto e J-11BSH biposto consegnati.
 Eritrea
- Eritrean Air Force
  - 6º Gruppo (Asmara e Massaua)

4 Su-27SK e 2 Su-27UB consegnati, un esemplare di entrambe le versioni in organico al novembre 2019.
 Etiopia
- Ye Ithopya Ayer Hayl
  - 5º Gruppo (Harar Meda)
  - 19º Gruppo (Harar Meda)

37 Su-27 e 2 Su-27UB consegnati,  14 del primo e 1 esemplari del secondo in servizio al gennaio 2020.
 Indonesia
- Tentara Nasional Indonesia Angkatan Udara
  - Skadron Udara 11 (Hasanuddin)

2 Su-27SKM Flanker-B consegnati nel 2003, più 3 Su-27SKM2 ordinati nel 2007 e consegnati tra il 2008 ed il 2010.
 Kazakistan
- Forza di difesa aerea della Repubblica del Kazakistan
  - 604ª Base Aerea (Aktobe)
  - 605ª Base Aerea (Akatu)

34 Su-27P e 4 Su-27UB consegnati.
 Russia
- Vozdushno-Kosmicheskiye Sily
  - 3º Reggimento da Caccia dell'Aviazione della Guardia (Krymsk)
  - 22º Reggimento da Caccia dell'Aviazione (Uglovaya)
  - 23º Reggimento da Caccia dell'Aviazione (Dzemgi)
  - 38º Reggimento da Caccia dell'Aviazione (Bel'bek')
  - 159º Reggimento da Caccia dell'Aviazione (Besovets)
  - 790º Reggimento da Caccia dell'Aviazione (Borisovskiy)
  - 929º Centro Sperimentale Volo (Akhtubinsk)
  - 968º Reggimento Istruzione e Ricerca (Lipetsk)
  - Alta Scuola Militare di Pilotaggio dell'Aviazione (Kushchovskaya)

Ne sono in servizio 449 con l'Aeronautica. I russi hanno in programma di aggiornarli alla versione Su-27SM, che include migliorie nell'avionica, un fly-by-wire digitale ed un radar più potente.
- Aviacija voenno-morskogo flota
  - 72ª Base Aerea dell'Aviazione Navale (Chkalovsk)

 Stati Uniti
- USAF

Si crede che gli USA possiedano un Su-27 Flanker B ed un Su-27UB. Sembra anche che altri tre Su-27 siano stati registrati da proprietari civili.
 Ucraina
- Viys'kovo-Povitriani Syly Ukrayiny
  - 831ª Brigata Aerotattica della Guardia (Myrhorod)

Allo scioglimento dell'Unione Sovietica, si trovavano in Ucraina due prototipi T-10, 43 Su-27, 14 Su-27P, 14 Su-27UB e un Su-27K/Su-33. 36 Su-27 in carico prima della Guerra del Donbass, ne restano in servizio 17 al 2018.
 Uzbekistan
- Aeronautica militare e difesa aerea dell'Uzbekistan
  - 115º Reggimento Caccia della Guardia (Kokaydy e Andjan)

30 in servizio al 2017.
 Vietnam
- Không Quân Nhân Dân Việt Nam
  - 925º Reggimento Caccia/Addestramento (Phù Cát)

12 tra Su-27SK, Su-27PU e Su-27UBK, consegnati tra il 1995 e il 1998.